# 雅赫摩斯一世

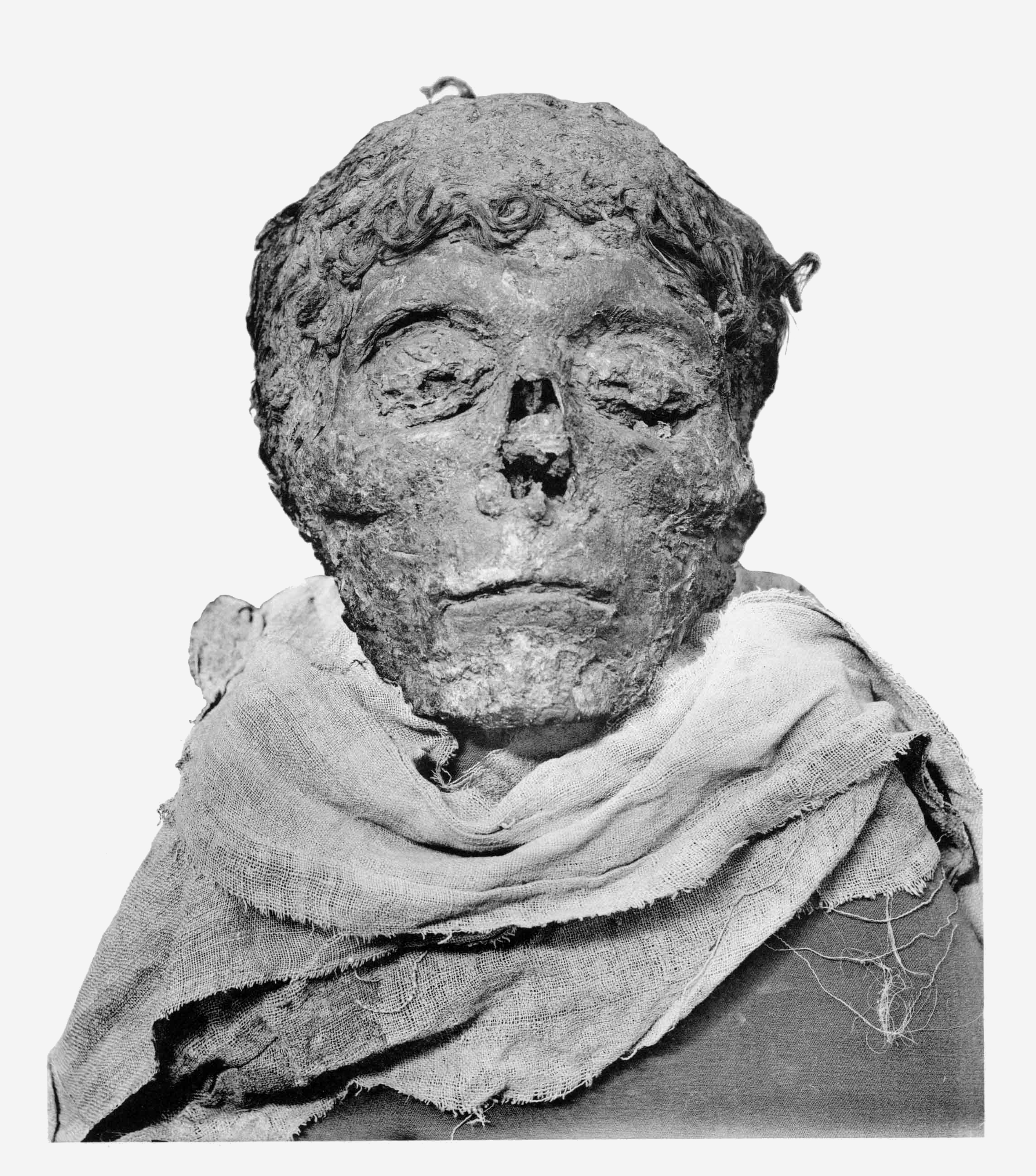
雅赫摩斯一世木乃伊，现藏开罗博物馆

雅赫摩斯一世 （英语文献中一般写作：Ahmose I；？—约前1525年）古埃及第十八王朝创立者（约前1550年—约前1525年在位）。
雅赫摩斯一世是埃及第十七王朝最后一位法老卡摩斯的弟弟。他继承兄长的事业，将喜克索斯人彻底逐出埃及，使埃及获得复兴。雅赫摩斯在位时对努比亚进行了多次远征，从而恢复了埃及对该地区的传统控制。他的王朝标志着埃及史上新王国时期的开始。
关于雅赫摩斯一世的统治，最重要的文物是埃班之子雅赫摩斯的墙上铭文。这是一位与法老同名的船长的英雄事迹，这位船长曾追随雅赫摩斯一世，并参加了他的大多数战役。

## 法老的名字
雅赫摩斯一世的名字包括两部分：其中一个是王衔（praenomen，或者叫假名），另一个是真名。雅赫摩斯一世的真名是雅赫摩斯（Ahmose），意思是“月神之子”。他的王衔是内布普赫提拉  （Nebpehtire）， 这是一个与埃及太阳神拉有关的名字。

## 註腳
1. ↑  Gardiner (1964) p. 168.
2. ↑  The Columbia Encyclopedia, Sixth Edition (2008)
3. 1 2 3 4 5  Clayton (2006) p. 100.
4. 1 2 3  Wiener and Allen (1998) p. 3.